# Fairtrains
Fairtrains is een Nederlandse stichting die tot doel heeft het verduurzamen van spoorwegmaterieel. Dit wordt gedaan door overcompleet, maar nog bruikbaar spoorwegmaterieel in dienst te houden en te verhuren aan spoorwegvervoersbedrijven. Met de opbrengsten van Fairtrains wordt materieel van museumorganisaties behouden en onderhouden.
Eind 2018 bestond de inzetbare vloot uit de 1251 en de 1304, naast rangeerloc 231. De eerste is verhuurd aan het bedrijf Railexperts, terwijl de tweede ingezet wordt voor incidentele ritten. De 1304 is verhuurd aan Rail Force One, die de loc inzet als reservelocomotief. Sinds februari 2020 is ook de 1315, na een grondige revisie weer dienstvaardig en voor verhuur beschikbaar. Verder kunnen bij voldoende belangstelling nog enkele 1200-locs, die achter de hand worden gehouden, worden opgeknapt.